# 1. Międzynarodowy Festiwal Filmowy w Berlinie
1. Międzynarodowy Festiwal Filmowy w Berlinie – pierwszy Międzynarodowy Festiwal Filmowy w Berlinie odbył się w roku 1951.

## Przyznane nagrody
| Nagroda (kategoria)                               | Film                                               | Kraj            |
| ------------------------------------------------- | -------------------------------------------------- | --------------- |
| Złoty Niedźwiedź (dramat)                         | Czterech w jeepie                                  | Szwajcaria      |
| Srebrny Niedźwiedź (dramat)                       | Droga nadziei                                      | Włochy          |
| Brązowy Niedźwiedź (dramat)                       | Wersja Browninga                                   | Wielka Brytania |
| Złoty Niedźwiedź (komedia)                        | Bez adresu                                         | Francja         |
| Srebrny Niedźwiedź (komedia)                      | L'espoire fait vivre                               | Szwecja         |
| Brązowy Niedźwiedź (komedia)                      | The Mating Season                                  | USA             |
| Złoty Niedźwiedź (film dokumentalny)              | Bobrowa dolina                                     | USA             |
| Brązowy Niedźwiedź (film dokumentalny)            | The Undefeated                                     | USA             |
| Złoty Niedźwiedź (thrillery i filmy przygodowe)   | Sprawiedliwości stało się zadość                   | Francja         |
| Brązowy Niedźwiedź (thrillery i filmy przygodowe) | Kierunek Księżyc                                   | USA             |
| Złoty Niedźwiedź (musicale)                       | Kopciuszek                                         | USA             |
| Srebrny Niedźwiedź (musicale)                     | Opowieści Hoffmanna                                | Wielka Brytania |
| Złoty Medal (filmy ukulturalniające)              | Kleine Nachtgespenster                             | RFN             |
| Srebrny Medal (filmy ukulturalniające)            | Begone Dull Care                                   | Kanada          |
| Brązowy Medal (filmy ukulturalniające)            | Der gelbe Dom                                      | RFN             |
| Złoty Medal (filmy artystyczne i naukowe)         | Der Film entdeckte Kunstwerke indianischer Vorzeit | RFN             |
| Srebrny Medal (filmy artystyczne i naukowe)       | Goya                                               | Włochy          |
| Brązowy Medal (filmy artystyczne i naukowe)       | Bosch                                              | Włochy          |
| Złoty Medal (film reklamowy)                      | The Story of Time                                  | Wielka Brytania |
| Srebrny Medal (film reklamowy)                    | Het Gala-Concert                                   | Holandia        |
| Brązowy Medal (film reklamowy)                    | Blick ins Paradies                                 | RFN             |
| Nagrody publiczności                              |                                                    |                 |
| Duży brązowy talerz                               | Kopciuszek                                         | USA             |
| Mały brązowy talerz                               | Wersja Browninga                                   | Wielka Brytania |
| Specjalne nagrody miasta Berlin                   |                                                    |                 |
| Specjalna nagroda dla wspaniałego osiągnięcia     | I Cristo proibito                                  | Włochy          |
| Specjalna nagroda dla wspaniałego osiągnięcia     | Bóg potrzebuje ludzi                               | Francja         |
| Wyróżnienie honorowe                              | Dr. Holl                                           | RFN             |

## Jury
W skład jury wchodzili:
- Johannes Betzel
- Prof. Dr. Emil Dovifat
- Werner Eisenbrenner
- Günther Geisler
- Walter Karsch
- Frau Lucht-Perske
- Fritz Podehl
- Tatjana Sais
- Ludwig Trautmann